# جنكة
الجِنْكة أو الجِنْكُو (الاسم العلمي: Ginkgo)  هي جنس من عاريات البذور، تحت رتبة الجنكيات التي ظهرت لأول مرة في العصر البرمي قبل 270 مليون سنة، ومن المحتمل أن تكون مشتقة من "السرخسيات البذرية"، وهي الآن تحتوي فقط على هذا الجنس والنوع فقط. كان معدل تطورها داخل الجنس بطيئا، وقد انقرضت جميع أنواعها تقريبا بحلول نهاية العصر البليوسيني؛ باستثناء النوع الوحيد الذي يعيش حاليا جنكة بيلوبا الموجودة فقط في براري الصين، وهي تزرع الآن في جميع أنحاء العالم. ولم تحل العلاقات بين الجنكة ومجموعات النباتات الأخرى بشكل كامل.